# تيسلا نوت
تيسلا نوت (باليابانية: テスラノート، بالروماجي: Tesura Nōto) سلسلة مانغا يابانية من كتابة «ماسافومي نيشيدا» و«تادايوشي كوبو» ورسوم «كوتا سانوميا»، بدأت بالصدور في مجلة شونين الأسبوعية لدار نشر كودانشا في يناير 2021، أنتج لها أنمي تلفزيوني من قبل ستوديو «غامبيت» من المقرر عرضه خلال عام 2021.

## الشخصيات
بوتان نيغورو (根来牡丹 Negoro Botan)
أداء صوتي: كونومي كوهارا
كوروما (クルマ Kuruma)
أداء صوتي: تاتسوهيسا سوزوكي
ريونوسكي تاكاماتسو (高松隆之介 Takamatsu Ryūnosuke)
أداء صوتي: تومواكي ماينو
ميكي ميلر (ミッキー・ミラー Mikkī Mirā)
أداء صوتي: جونيتشي سوابي
أوليفر ثونتون (オリバー・ソーントン Oribā Sōnton)
أداء صوتي: هيروشي كاميا

## إعلام

### مانغا
مانغا «تيسلا نوت» من كتابة «ماسافومي نيشيدا» و«تادايوشي كوبو» ورسوم «كوتا سانوميا»، إنطلقت في مجلة شونين الأسبوعية الصادرة عن دار نشر كودانشا يوم 6 يناير 2021.

#### قائمة المجلدات
| م. | تاريخ الإصدار | ردمك                   |
| -- | ------------- | ---------------------- |
| 1  | 16 أبريل 2021 | ISBN 978-4-06-522983-5 |

### الأنمي
في أبريل 2021، أعلن عن إنتاج أنمي تلفزيوني لهذه المانغا، الأنمي من إخراج «ميتشيو فوكودا» وتنفيذ ستوديو «غامبيت»، سيتولى «ماسافومي نيشيدا» كتابة النصوص، و«بوكيماري» في تصميم الشخصيات، بينما ستكون ألحان الموسيقى من قبل «كاورو وادا».
من المقرر عرض الانمي خلال عام 2021.

## طالع أيضًا
- مييروكو تشان
- المحقق ميت فعلا (رواية خفيفة)
- طوكيو ريفينجرز
- عديمة الموهبة نانا
- الأنمي في 2020

## روابط خارجية
- الصفحة الرسمية للمانغا على موقع مجلة بوكيت شونين (باليابانية).
- الموقع الرسمي للأنمي (باليابانية).
- تيسلا نوت  في شبكة أخبار الأنمي